# Grosvenor Square
Grosvenor Square (ˈɡroʊvnɚ) est une place située à Londres.

## Situation et accès
Grosvenor Square se situe dans la Cité de Westminster, dans le quartier de Mayfair. Lincoln's Inn Fields mis à part, c’est la plus grande place publique de Londres.
Les stations de métro les plus proches sont Oxford Circus, Bond Street et Marble Arch, toutes les trois desservies par la ligne  Central.

## Origine du nom
Le square doit son nom à la famille Grosvenor (dont le nom vient du français « grand veneur »).

## Historique

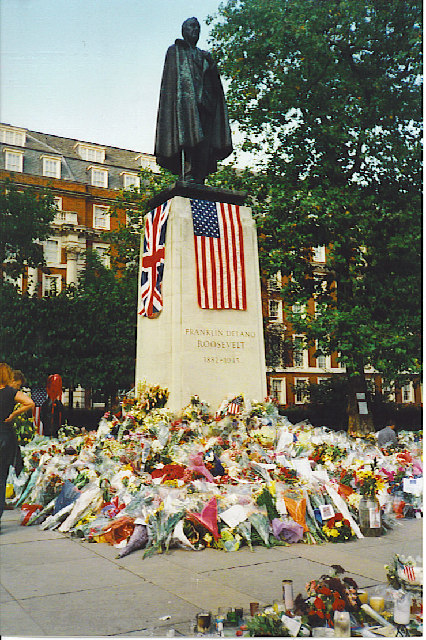
Statue de Franklin Delano Roosevelt sur Grosvenor Square.

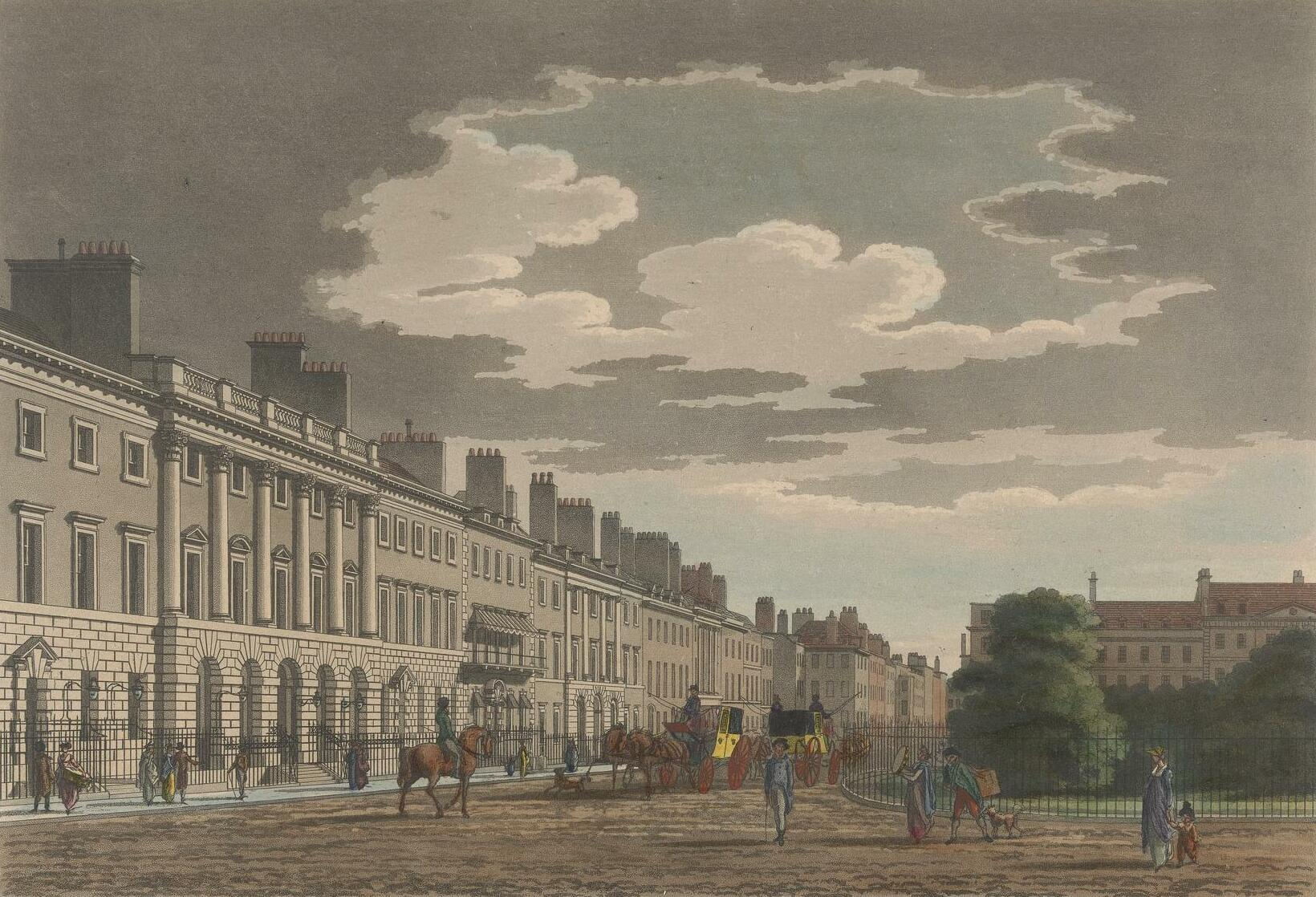
Grosvenor Square, côté nord, au XVIIIe siècle ou au début du XIXe siècle.

Grosvenor Square a été aménagé en 1720 par des membres de la famille Grosvenor et construit entre 1725 et 1731. 
À l’origine de forme ovale, le jardin est réservé aux résidents, qui en détiennent la clé et paient pour son entretien. Une statue équestre du roi George Ier s’élève en son centre jusque dans les années 1840-1850. Ce n’est qu’après la Seconde Guerre mondiale, pendant laquelle le quartier subit d’importants dommages, que le jardin est ouvert au public (1946).
Depuis les années 1930, le square entretient des liens étroits avec les États-Unis. L’ambassade américaine s’y installe au n° 1 (Macdonald House) en 1938. La statue du président Franklin Delano Roosevelt est inaugurée le 12 avril 1948 en présence du roi George VI. En 1960, l’ambassade américaine émigre du côté est au côté ouest du square, dans un nouveau bâtiment conçu par l'architecte Eero Saarinen.
Le 11 septembre 2003, un jardin de la mémoire, dédié aux victimes des attaques terroristes du 11 septembre 2001, est officiellement ouvert à l'est de la place. Divers autres monuments célèbrent l’amitié anglo-américaine, dont une statue du président Ronald Reagan, avec un segment du mur de Berlin.
Une nouvelle ère s’ouvre en 2017 avec le déménagement de l'ambassade des États-Unis à Battersea.
Un autre pays ayant un rapport particulier avec Grosvenor Square est le Canada. De 1961 à 2014, les sections de l'administration et du commerce du Haut-commissariat du Canada au Royaume-Uni sont situées à la Macdonald House, l’ancienne ambassade des États-Unis. En décembre 2014, le haut-commissariat du Canada, comme l'ambassade de son pays voisin, déménage, dans ce cas à Trafalgar Square.

## Résidents célèbres
Grosvenor Square constitue, jusqu'à la Seconde Guerre mondiale, une adresse résidentielle très prisée dans la haute société. De nombreux membres de l'aristocratie s’y installent. Ainsi compte-t-on parmi les 51 premiers résidents payants, entre 1727 et 1741, 16 pairs d’Angleterre, dont deux ducs et neuf comtes, six enfants de pairs, quatre baronnets, quatre chevaliers et cinq veuves titrées. Plusieurs membres de la famille Grosvenor y vivent depuis, au moins, 1755 jusqu'en 1885.
Entre 1883 et 1884, l'écrivain Oscar Wilde habite Grosvenor Square.
John Adams, alors ambassadeur, futur président des États-Unis, y habite en 1785.

## Dans la littérature
- Dorian Gray, personnage éponyme du roman d’Oscar Wilde, habite le square, dans une maison située à quelques pas de South Audley Street[7].

## Galerie

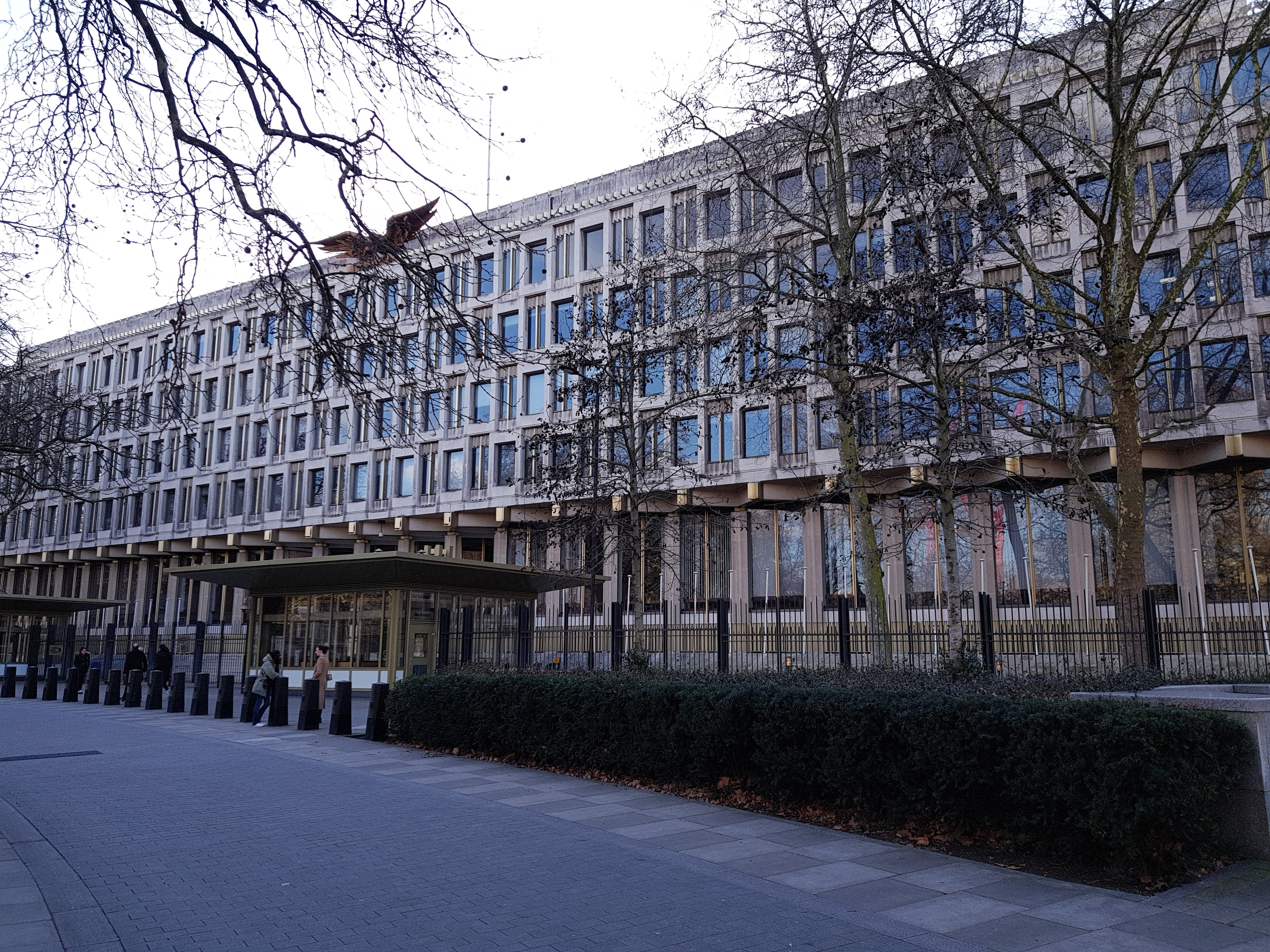
Côté ouest : l'ancienne ambassade des États-Unis.
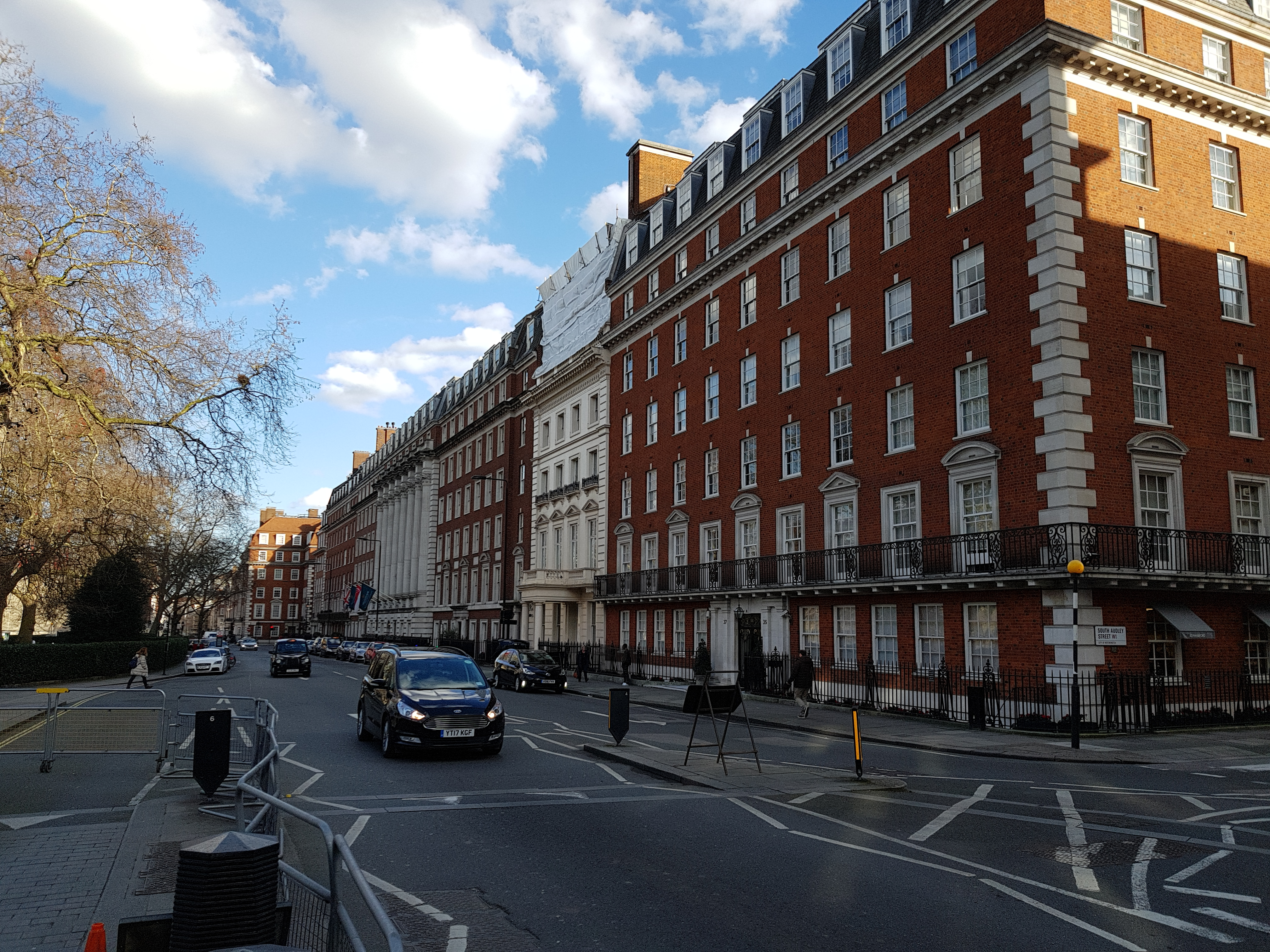
Côté sud.
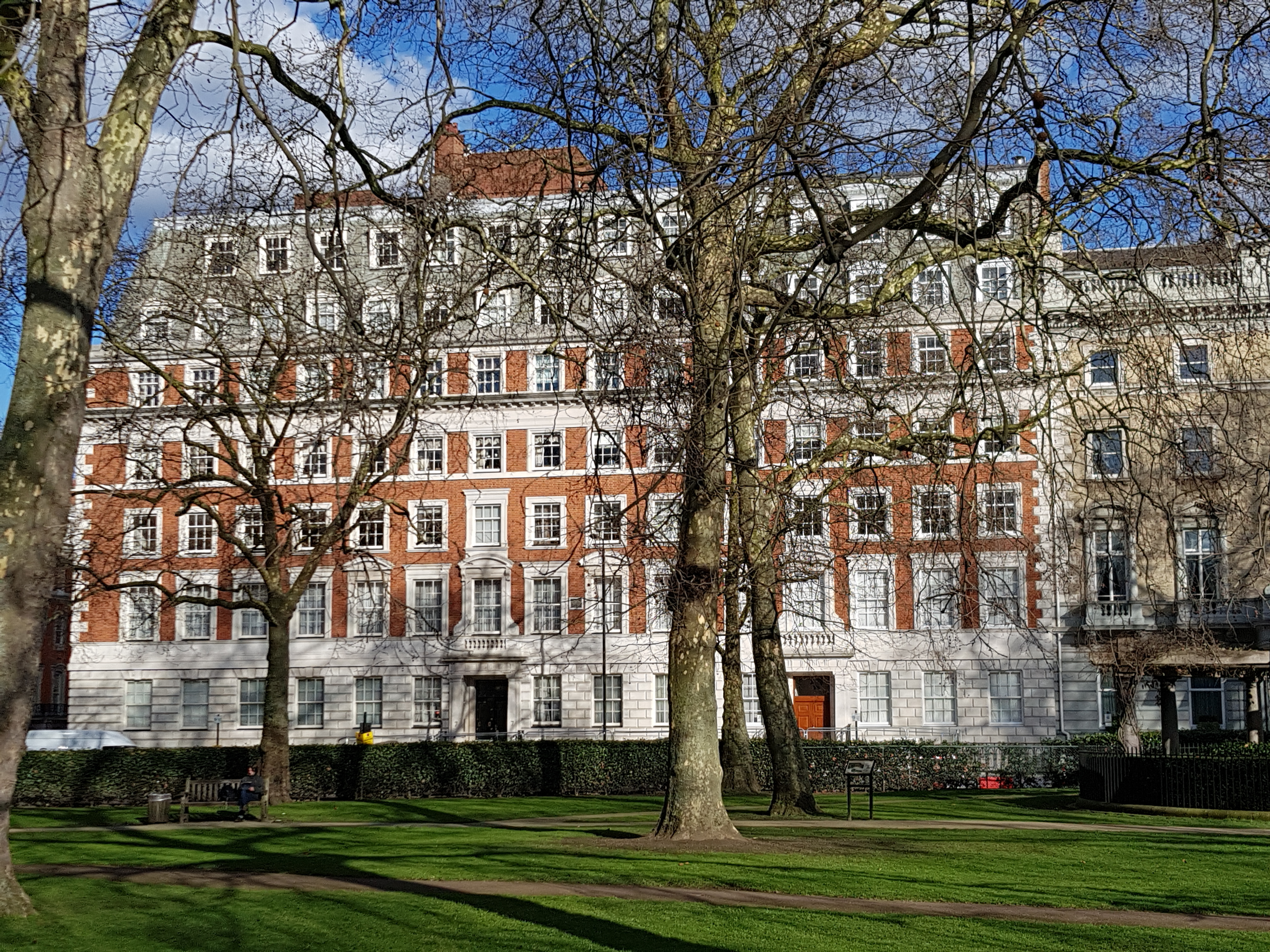
Côté est : l'ancien haut-commissariat du Canada, et plus tôt, l'ancienne ambassade des États-Unis.
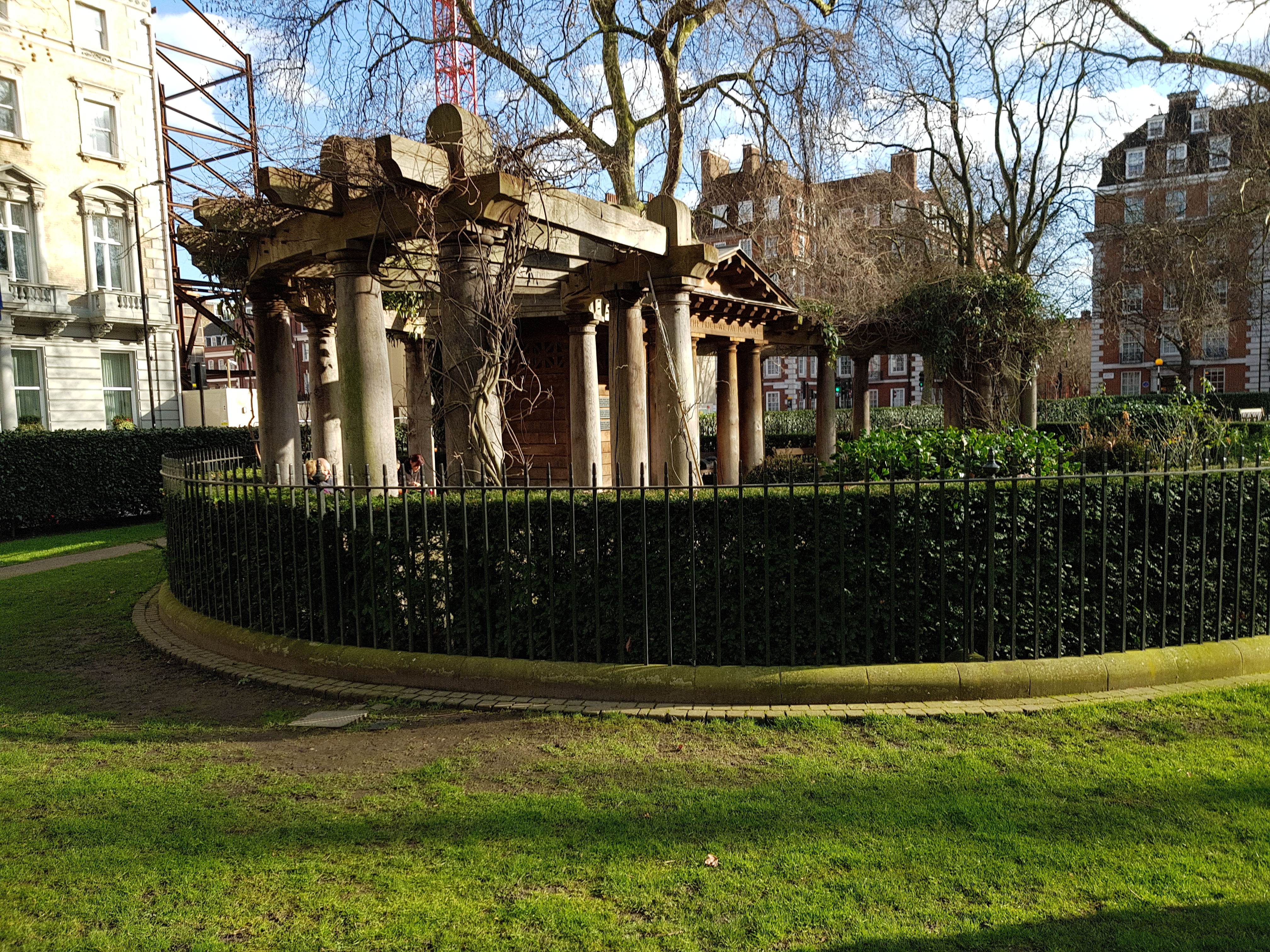
Mémorial du 11 septembre 2001.
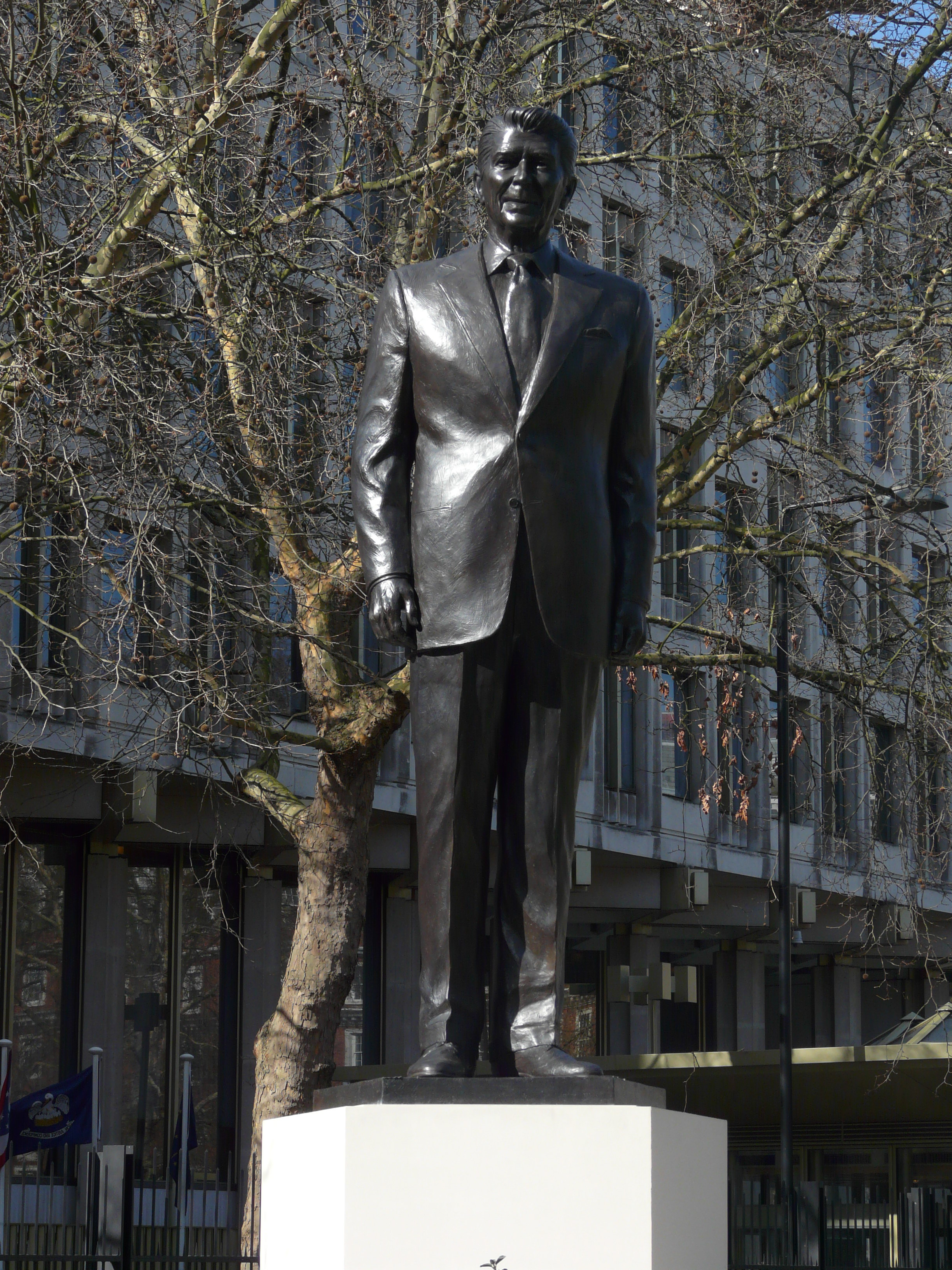
Statue de Ronald Reagan.
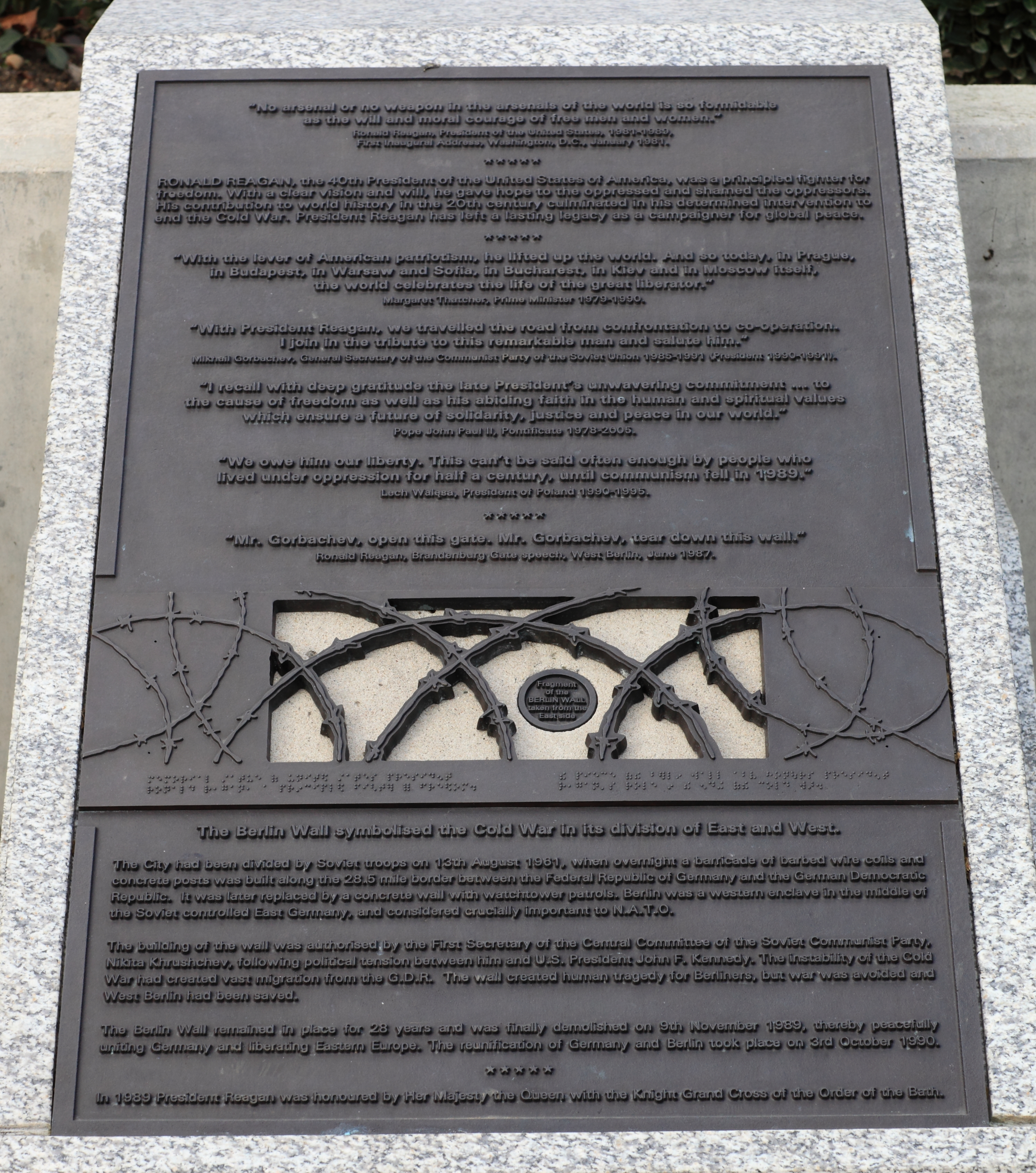
Plaque de la statue de Ronald Reagan, qui inclut un segment du mur de Berlin.
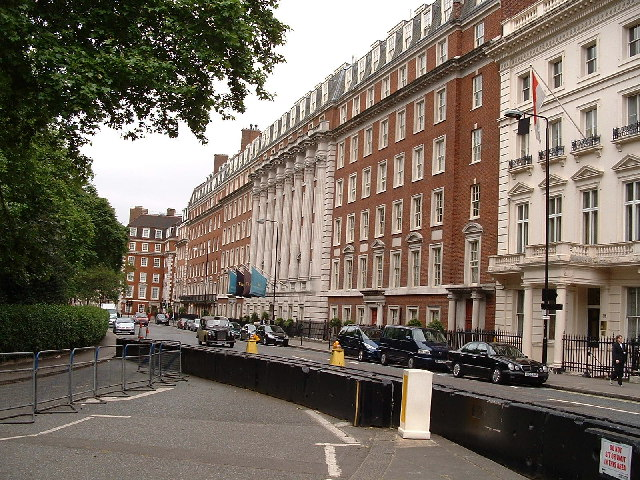
The Biltmore Mayfair, LXR Hotels & Resorts, hôtel de luxe situé au 44.